# Кутоп-Сэсынгъёган
Кутоп-Сэсынгъёган (устар. Кутоп-Сезынг-Юган) — река в Шурышкарском районе Ямало-Ненецкого АО. Устье реки находится на 40-м км по правому берегу Ногоръёгана. Длина реки 22 км, значительный приток — Имисоим — впадает справа.

## Данные водного реестра
По данным государственного водного реестра России относится к Нижнеобскому бассейновому округу, водохозяйственный участок реки — Обь от впадения реки Северная Сосьва до города Салехард, речной подбассейн реки — бассейны притоков Оби ниже впадения Северной Сосьвы. Речной бассейн реки — (Нижняя) Обь от впадения Иртыша.
Код объекта в государственном водном реестре — 15020300112115300022676.